# تپه سیدآباد ۲
تپه سیدآباد ۲ مربوط به دوره ساسانیان و سده‌های اولیه دوران‌های تاریخی پس از اسلام است و در شهرستان اسفراین، بخش بام وصفی آباد، دهستان صفی آباد، ۱۰ کیلومتری غرب روستای منگلی پایین واقع شده و این اثر در تاریخ ۲۶ دی ۱۳۸۶ با شمارهٔ ثبت ۲۰۵۹۸ به‌عنوان یکی از آثار ملی ایران به ثبت رسیده است.